# 泉町 (立川市)
泉町（いずみちょう）は、東京都立川市の地名。住居表示未実施。「丁目」の設定のない単独町名である。郵便番号は190-0015。

## 地理
立川市中部に位置する。北で上砂町、砂川町及び柏町、東で幸町及び栄町、南で高松町及び緑町、西で昭島市郷地町・福島町・築地町及び中神町に隣接する。かつての立川飛行場・在日米軍立川航空基地の跡地であり、国営昭和記念公園や立川消防署など新しい施設が多い。

## 世帯数と人口
2018年（平成30年）1月1日現在の世帯数と人口は以下の通りである。
| 町丁 | 世帯数  | 人口    |
| ---- | ------- | ------- |
| 泉町 | 563世帯 | 1,455人 |

## 小・中学校の学区
市立小・中学校に通う場合、学区は以下の通りとなる。
| 番地 | 小学校             | 中学校                 |
| ---- | ------------------ | ---------------------- |
| 全域 | 立川市立第十小学校 | 立川市立立川第六中学校 |

## 交通
鉄道
- 多摩都市モノレール多摩都市モノレール線：立飛駅

道路
- 東京都道153号立川昭島線

## 施設
- 立川広域防災基地
- 海上保安庁海上保安試験研究センター
- 東京消防庁立川防災施設
  - 東京消防庁立川消防署
- 法務省東京矯正管区立川拘置所
- 立川市役所
- 東京都立砂川高等学校
- 立川市立立川第六中学校
- 立川市泉市民体育館
- 多摩都市モノレール運営基地
- いなげや立川 青果・生鮮センター
- いなげやドライセンター
- ららぽーと立川立飛
- 真如苑 恒明湧祥之舎 応現院